# میشل موریو

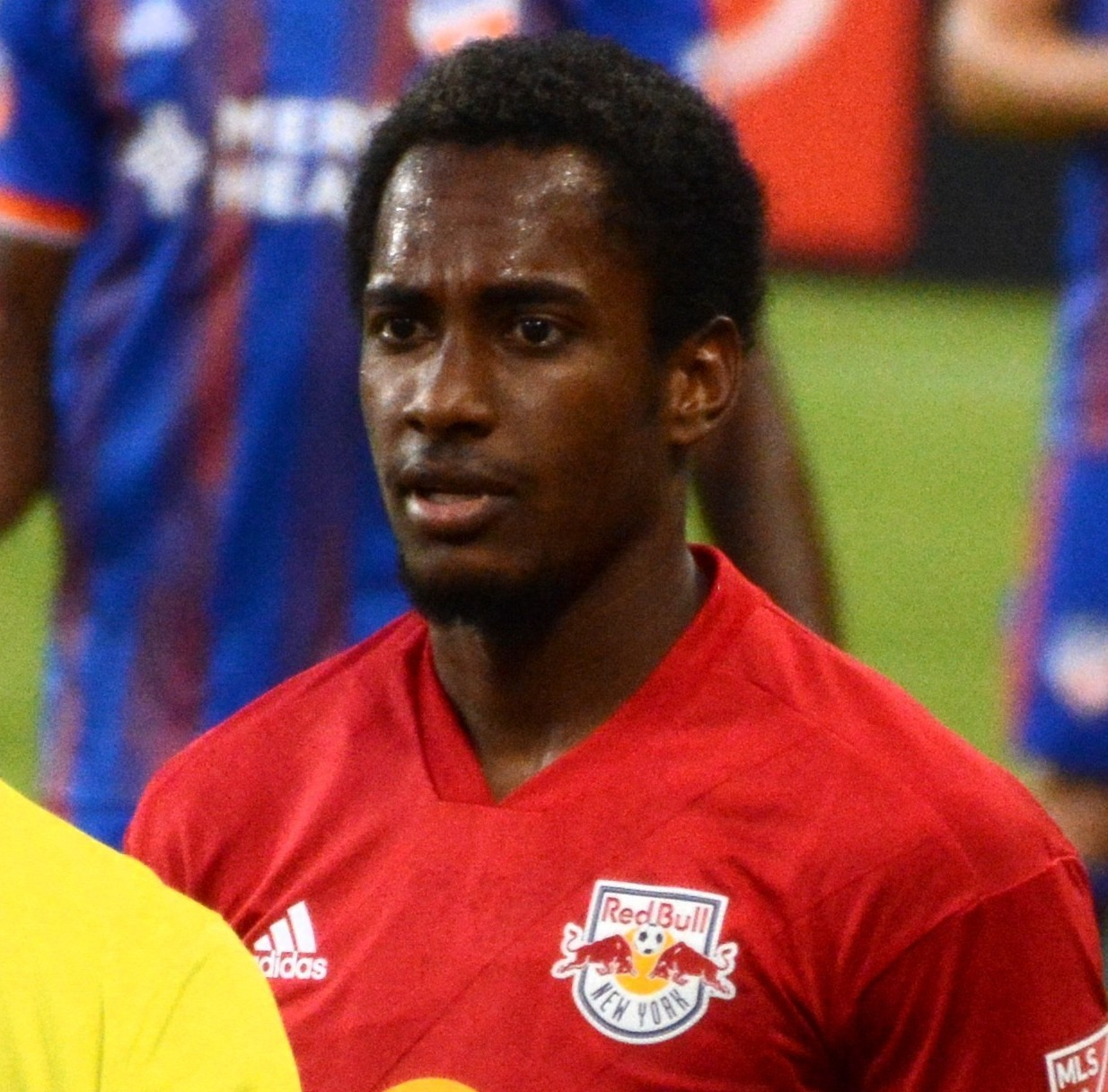
میشل موریو فوتبالیست

میشل موریو (انگلیسی: Michael Amir Murillo؛ زادهٔ ۱۱ فوریهٔ ۱۹۹۶) بازیکن فوتبال اهل پاناما است.
وی همچنین در تیم ملی فوتبال پاناما بازی کرده‌است.